# Гендунова, Найдан Намжиловна
Найдан Намжиловна Гендунова (1913—1984) — российская актриса; народная артистка РСФСР (1959).

## Биография
Родилась 21 июня 1913 года в улусе Верхний Торей (ныне — Джидинский район).
Училась в Тамчинской школе-интернате, там она участвовала в школьной и аймачной художественной самодеятельности, играла в небольших пьесах.
Окончила техникум искусств в Улан-Удэ (1932). С 1932 — артистка Бурятского драматического театра, с 1950 — Бурятского драмтеатра им. Хоца Намсараева (Улан-Удэ). Член КПСС с 1942 года.
На первой декаде в Москве Найдан Гендунова сыграла роль Жарбай, улусной сплетницы, в спектакле «Эржэн» Намжила Балдано. По итогам первой декады Найдан Дашинамжиловна Гендунова была награждена орденом Трудового Красного Знамени, через год стала заслуженной артисткой РСФСР.
В 1948 году награждена орденом «Знак Почёта». В 1955 году была избрана депутатом Верховного Совета Бурят-Монгольской АССР.
В 1959 году за участие во второй декаде бурятского искусства и литературы в Москве Найдан Гендунова получила звание Народной артистки РСФСР.

## Награды и звания
- Орден Трудового Красного Знамени (31.10.1940) — за выдающиеся заслуги в деле развития Бурят-Монгольского театрального и музыкального искусства
- Орден «Знак Почёта» (1948)
- Народная артистка РСФСР (1959)
- Заслуженная артистка РСФСР (31.10.1940)

## Фильмография
- 1953 — Случай в тайге — эпизод
- 1958 — Пора таёжного подснежника — Шабганса
- 1959 — Люди голубых рек — старуха
- 1971 — Захар Беркут — эпизод
- 1981 — Великий самоед — эпизод
- 1982 — Прощание — тунгуска, подруга Дарьи